# Cláudio Gonçalves Guimarães
Claudio Gonçalves Guimarães (Ponta Grossa, 1832 - Ponta Grossa, 28 de setembro de 1896) foi um político brasileiro.
O coronel Cláudio Gonçalves Guimarães (patente de coronel da Guarda Nacional) foi o primeiro prefeito da cidade de Ponta Grossa, assumindo o cargo logo após o a Proclamação da República. 
Como presidente da Câmara Municipal em novembro de 1889, assumiu o cargo de Intendente da Municipalidade (similar ao cargo de prefeito) durante o governo provisório do Marechal Deodoro da Fonseca e com apoio da Constituição Republicana de 1891. O cargo foi ocupado entre 1891 e 1892.